# Колібрі-діамант золотистий
Колі́брі-діама́нт золотистий (Heliodoxa aurescens) — вид серпокрильцеподібних птахів родини колібрієвих (Trochilidae). Мешкає в Амазонії.

## Опис

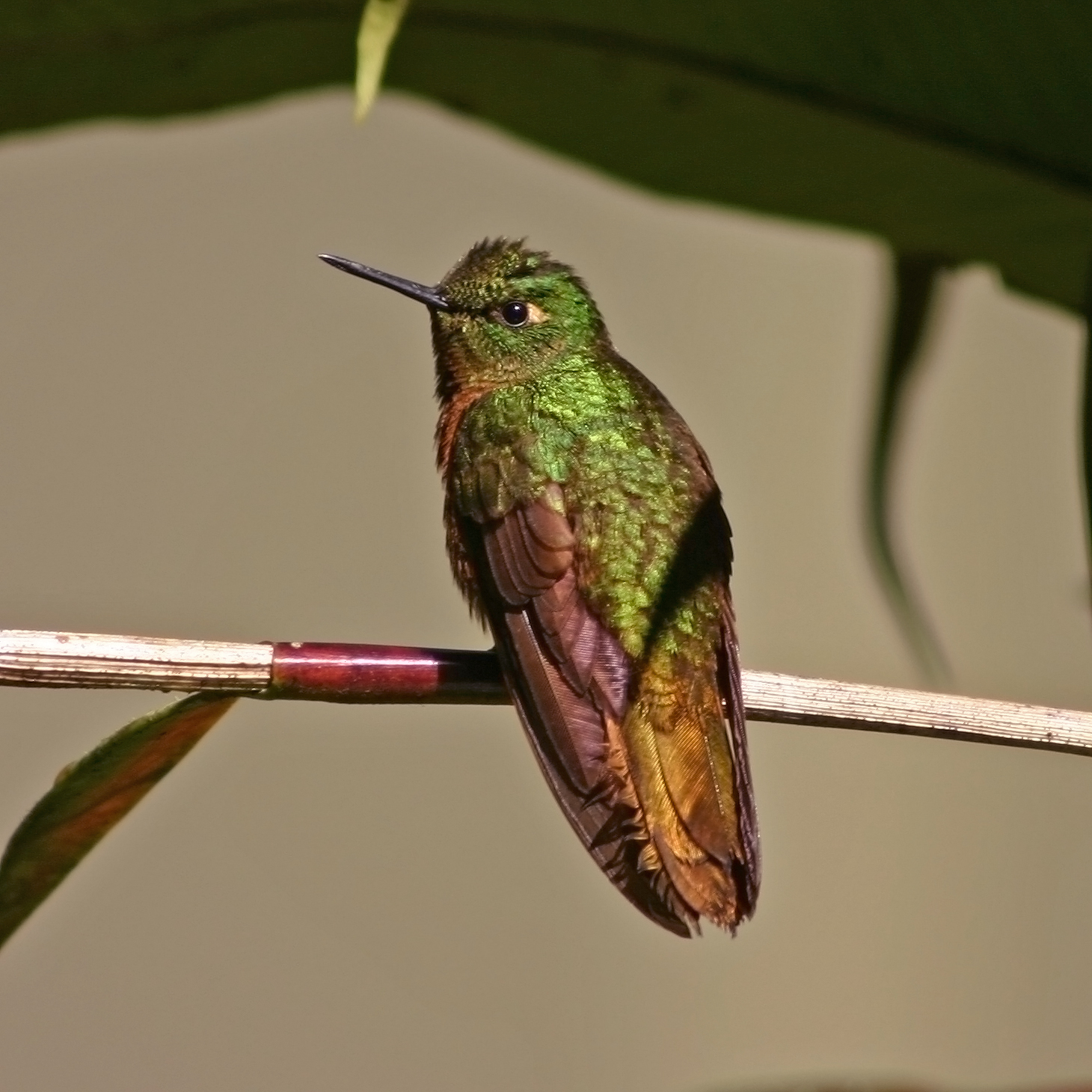
Золотистий колібрі-діамант

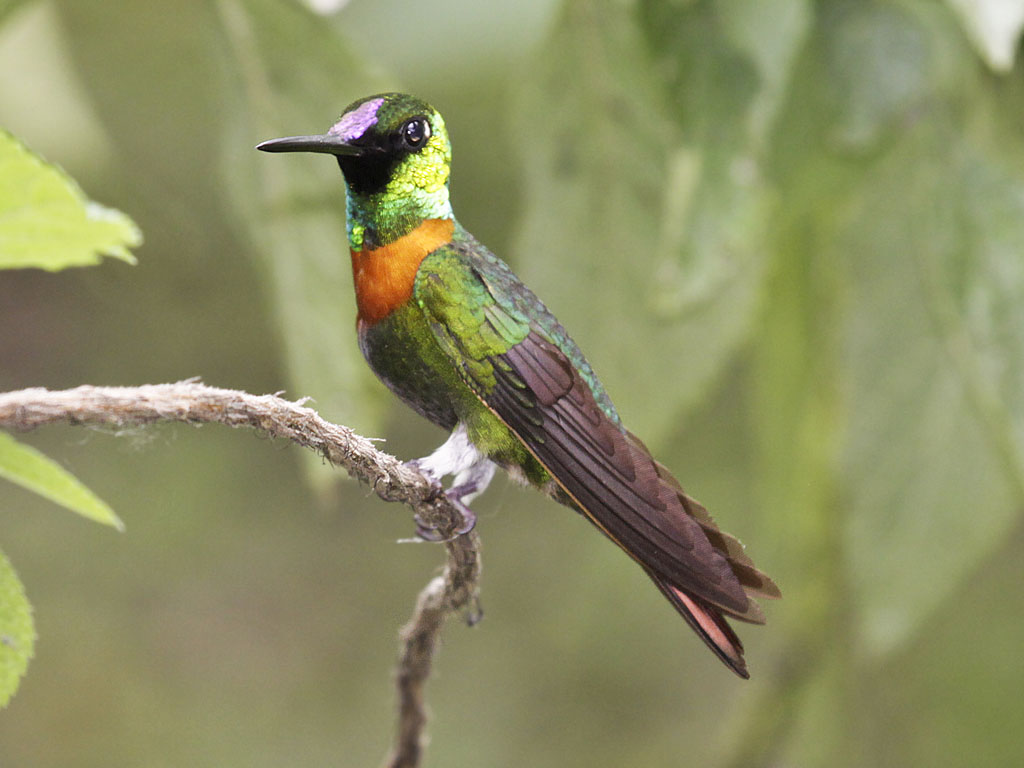
Золотистий колібрі-діамант

Довжина птаха становить 11-12 см, вага 6-6,8 г. У самців лоб блискучий, фіолетово-синій, верхня частина тіла трав'янисто-зелена. Обличчя, підборіддя і нижня частина горла чорні, решта з боків і нижня частина горла золотисто-зелені, блискучі, на грудях оранжево-рудувато-коричнева смуга. Решта нижньої частини тіла зелена, блискуча. Хвіст роздвоєний, центральні стернові пера бронзово-зелені, решта стернових пер каштанові з бронзово-зеленими кінчиками. у самиць фіолетова пляма на лобі менша, пера на обличчі і підборідді мають рудувато-коричневі кінчики, загалом забарвлення більш тьмяне. На горлі сіруваті або білуваті блискучі плямки, на щоках білуваті або охристі "вуса". Дзьоб чорний, прямий, довжиною 18,5-25 мм.

## Поширення і екологія
Золотисті колібрі-діаманти мешкають в Колумбії, Еквадорі, Перу, Болівії, Бразилії і Венесуелі. Вони живуть у вологих рівнинних тропічних лісах поблизу струмків. під час сухого сезону також у варзейських лісах (тропічних лісах у заплавах Амазонки і її притоків). Зустрічаються на висоті від 150 до 400 м над рівнем моря, в передгір'ях Анд місцями на висоті до 1400 м над рівнем моря. Живляться нектаром квітучих чагарників, а також дрібними комахами. Сезон розмноження триває з червня по вересень. В кладці 2 яйця.